# 神奈川県大学サッカーリーグ
神奈川県大学サッカーリーグ（かながわけんだいがくサッカーリーグ）とは、神奈川県サッカー協会の第1種学生委員会に登録された大学サッカー部によるサッカーリーグである。
厳密には神奈川県サッカー協会第1種大学委員会神奈川大学サッカー連盟となる。

## 運営
全日本大学サッカー選手権大会への関東代表選出権を持つ関東大学サッカーリーグへの参入戦（関東大学サッカー大会）出場に繋がる神奈川県大学サッカーリーグ戦を秋季に主催している。
秋季のリーグ戦は1部2部構成となっていて、リーグ戦終了後には1部下位と2部上位間で入れ替えを実施する。また、1部秋季リーグ戦の上位4校は、次年度の天皇杯県予選1次トーナメント（5～6月に実施）に出場権を有する。
春季には総理大臣杯全日本大学サッカートーナメントへの出場に繋がる関東大学サッカー選手権大会への出場権を賭けた都県予選への県リーグからの代表を決定する神奈川県大学サッカー選手権大会を1部2部合同のオープントーナメントで実施している。（総理大臣杯への道：神奈川県大学サッカー選手権大会→関東大学サッカー選手権大会都県予選→関東大学サッカー選手権大会→総理大臣杯全日本大学サッカートーナメント）
なお大会、運営方法は2006年現在の実績より。

## 所属校構成
2019年度秋季開始時点。

### 関東大学リーグ
所属チームや順位に関しては関東大学サッカーリーグ戦の記述を参照の事。
- 桐蔭横浜大学
- 産業能率大学
- 関東学院大学
- 東海大学

### 県リーグ1部
- 横浜国立大学
- 横浜市立大学
- 防衛大学校
- 松蔭大学
- 神奈川工科大学
- 神奈川大学
- 横浜商科大学